# Joseph Hansom
Joseph Aloysius Hansom (Micklegate, York, 26 de octubre de 1803 – 29 de junio de 1882) fue un arquitecto británico que desarrolló numerosos y destacados proyectos en arquitectura neogótica. También diseñó y patentó el vehículo ligero de caballos Hansom cab y fundó la prestigiosa revista de arquitectura The Builder en 1843.

## Vida y carrera
Nació en el seno de una familia profundamente católica y fue bautizado  como Josephus Aloysius Hansom. Hansom era hermano y tío respectivamente de los arquitectos Charles Francis Hansom y Edward J. Hansom.
Joseph comenzó como aprendiz de carpintero con su padre, pero a temprana edad comenzó a mostrar sus dotes como deliniante y constructor y su aprendizaje fue transferido al arquitecto de York, Matthew Philips. En 1819 completó su aprendizaje y se convirtió en empleado del estudio de Philips.
En 1825 se asentó en Halifax y ese mismo año se casó con Hannah Glover. En 1828, tras entablar amistad con los hermanos John y Edward Welch, fundó en sociedad su primer estudio de arquitectura, "Handsom & Welch". Juntos diseñaron varias iglesias en Yorkshire y Liverpool. También en la renovación del Castillo de Bodelwyddan en  Denbighshire y en el King William's College en la isla de Man. En 1831 se eligieron sus diseños para la construcción del Ayuntamiento de Birmingham, pero el contrato les llevó a la quiebra, ya que habían avalado a los constructores. Esta crisis provocó la disolución de la sociedad.
El 23 de diciembre de 1834, Hansom registró la patente de un nuevo modelo de coche de caballos, el Hansom cab, que se distinguía, además de por su ligereza y rapidez, por importantes mejoras en seguridad con un eje suspendido, grandes ruedas y centro de gravedad bajo que lograban giros más rápidos y la reducción de accidentes. Hansom vendió la patente a una compañía por £10,000, sin embargo, debido a dificultades financieras, la suma nunca se pagó. El primer Hansom cab salió de  Hinckley en 1835 y tras algunas mejoras en su diseño, aunque siempre manteniendo el nombre de Hansom, su uso se extendió rápidamente por el resto de países convirtiéndose en una figura habitual de las calles del siglo XIX en todo el mundo. 

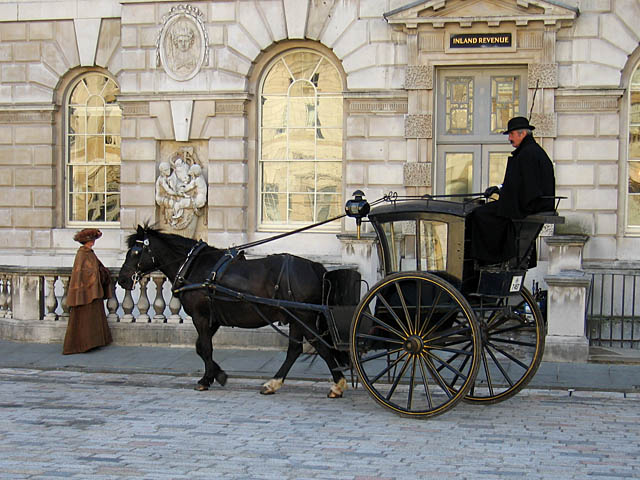
Un Hansom cab.

En 1843 Hansom fundó la revista de arquitectura The Builder, revista que tras cambiar de nombre en 1966 por Building aún sigue publicándose hoy en día.
Entre 1847 y 1879 Hansom participó en una sucesión de distintos estudios arquitectónicos. De 1847 a 1852 ejerció en Preston, trabajando estrechamente junto a Augustus Welby Northmore Pugin. Posteriormente se estableció en Londres donde se asoció con su hermano Charles Francis Mansom en 1854. Pero la asociación se disolvió en 1859 cuando Charles fundó un estudio independiente con su hijo como empleado.
En 1862, Joseph formó asociación con Edward Welby Pugin, que se disolvió de forma poco amistosa en 1863. Finalmente, en 1869, formó sociedad junto a su hijo Joseph Stanislaus Hansom.
Hansom vivió en el 27 de Sumner Place en Londres donde hay instalada una placa azul en su memoria. Se retiró el 31 de diciembre de 1879 falleciendo en Londres, en el 399 de Fulham Road, el 29 de junio de 1882.
Entre 1847 y 1879, Hansom diseñó y erigió un gran número de importantes edificios, públicos y privados, incluyendo iglesias, escuelas y conventos para la iglesia católica. Edificios con sus diseños pueden verse por todo el Reino Unido así como en Australia y Sudamérica.

## Trabajos
Hansom diseñó cerca de 200 edificios entre los que se encuentran:
- Ayuntamiento de Birmingham.
- Catedral de Nuestra Señora y San Felipe Howard (Arundel).
- Catedral de San Juan Evangelista (Portsmouth).
- Catedral de Santa María y San Bonifacio (Plymouth).
- Castillo de Bodelwyddan (Remodelación)

## Galería

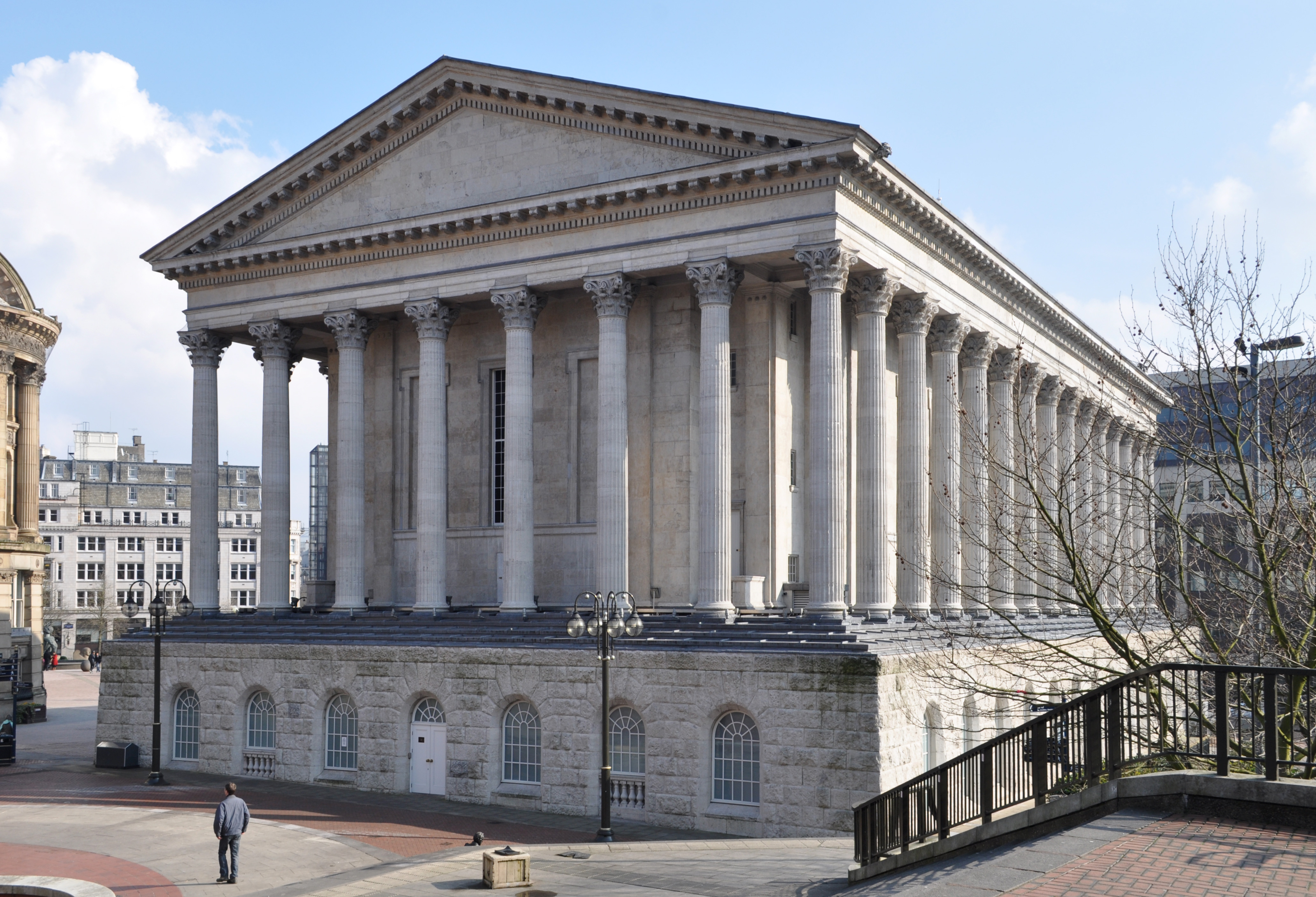
Ayuntamiento de Birmingham
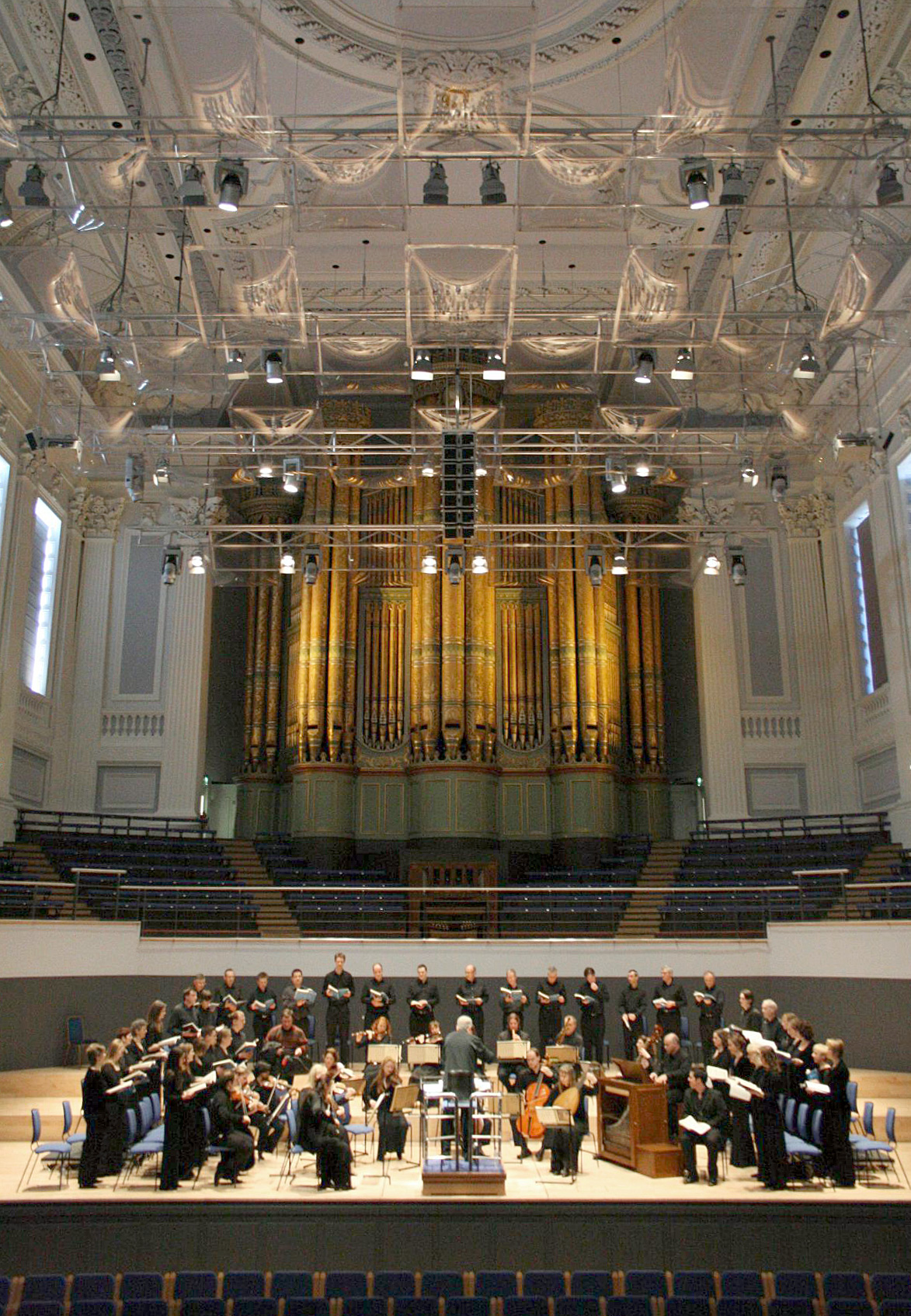
Ayuntamiento de Birmingham, interior
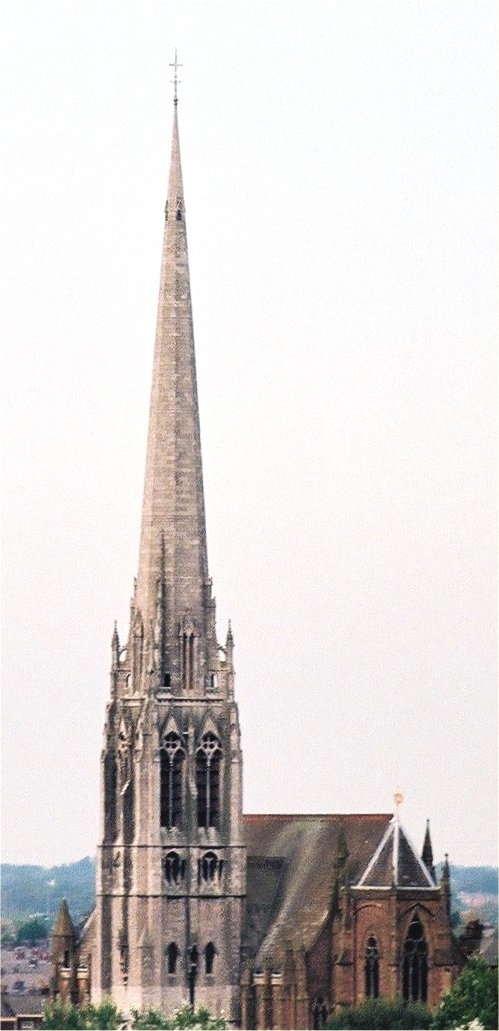
Iglesia de San Walburge, Preston
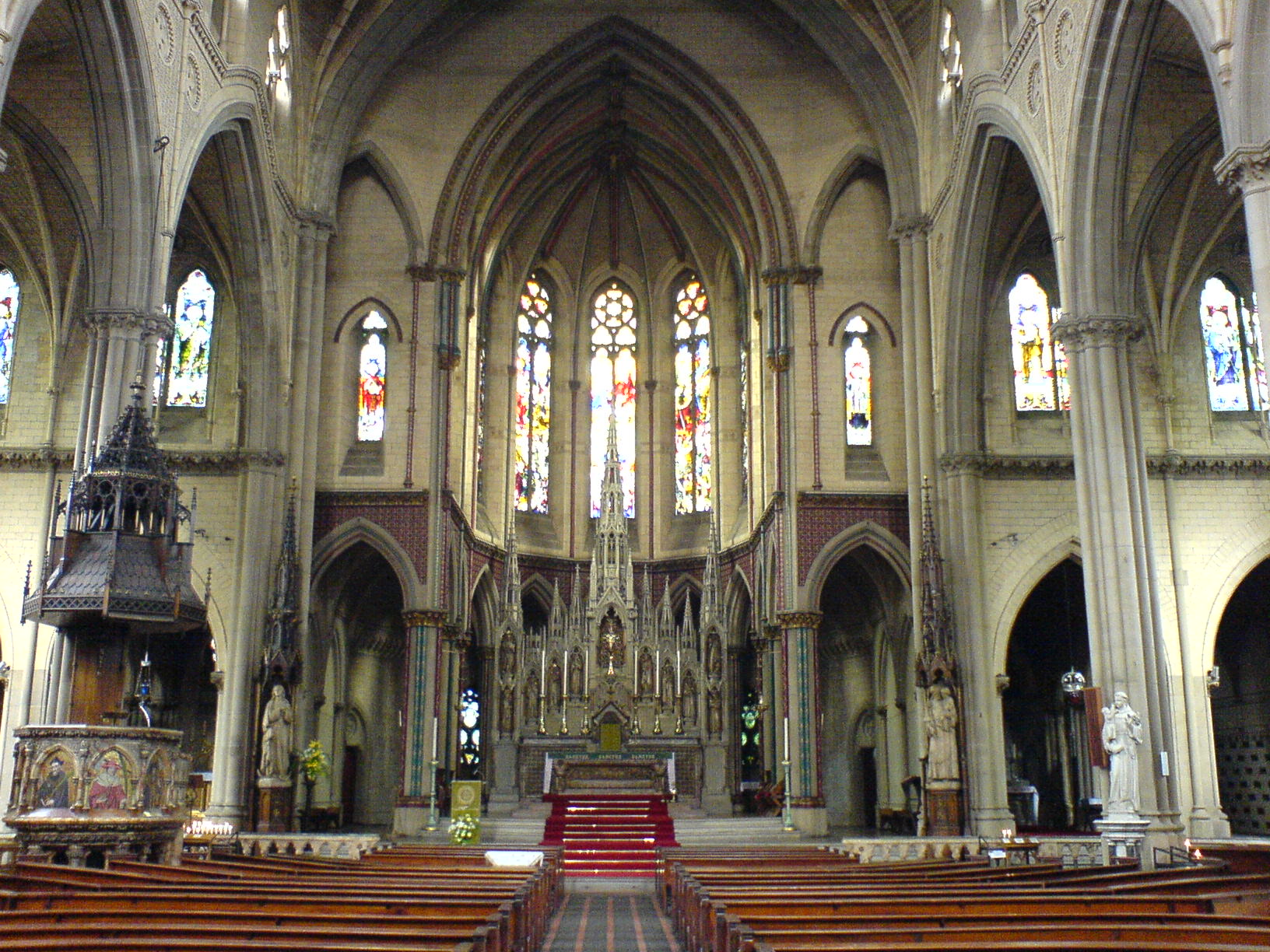
Iglesia del Sagrado Nombre de Jesús, interior. Mánchester
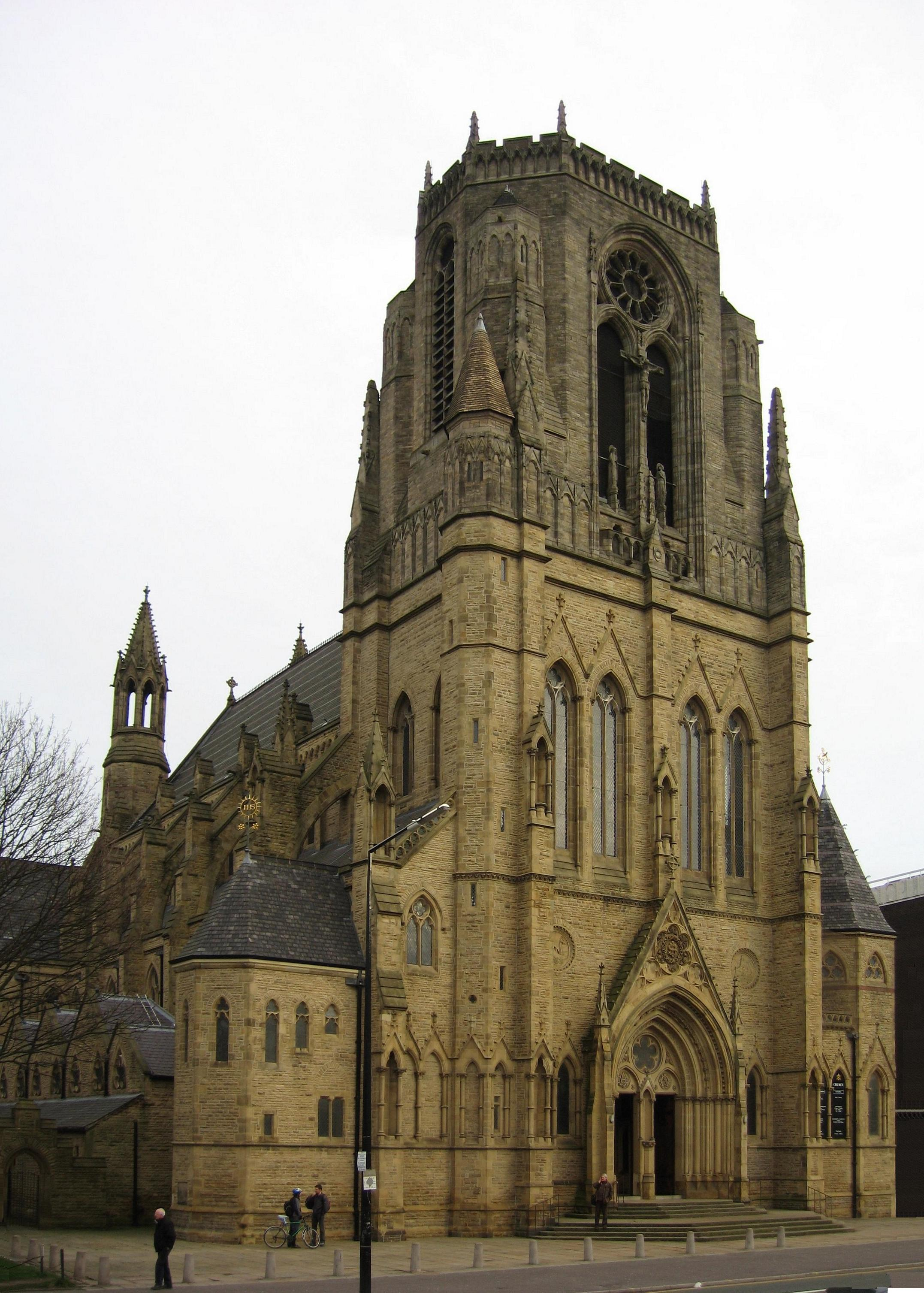
Iglesia del Sagrado Nombre de Jesús en Mánchester
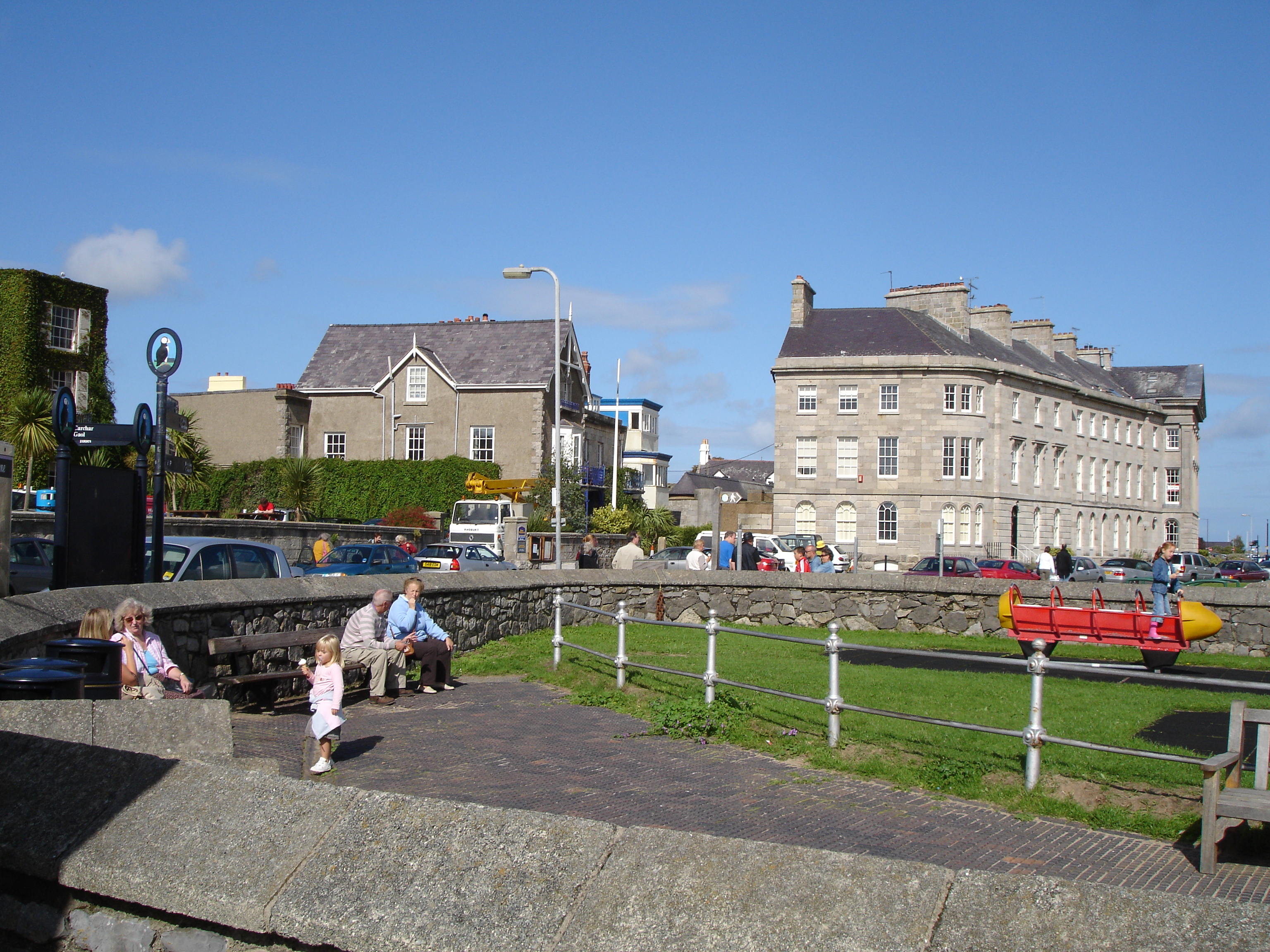
Viviendas de Victoria Terrace en Beaumaris
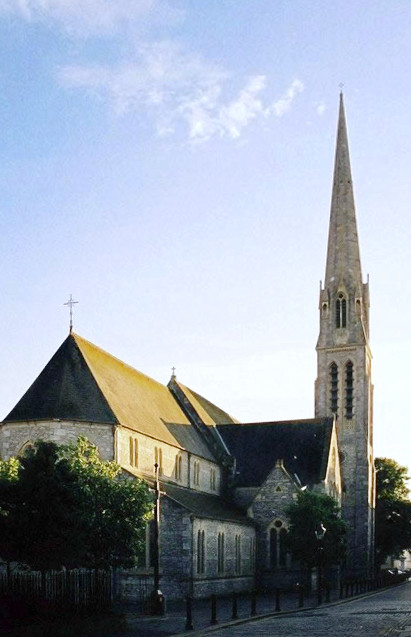
Catedral de Santa María y San Bonifacio (Plymouth)
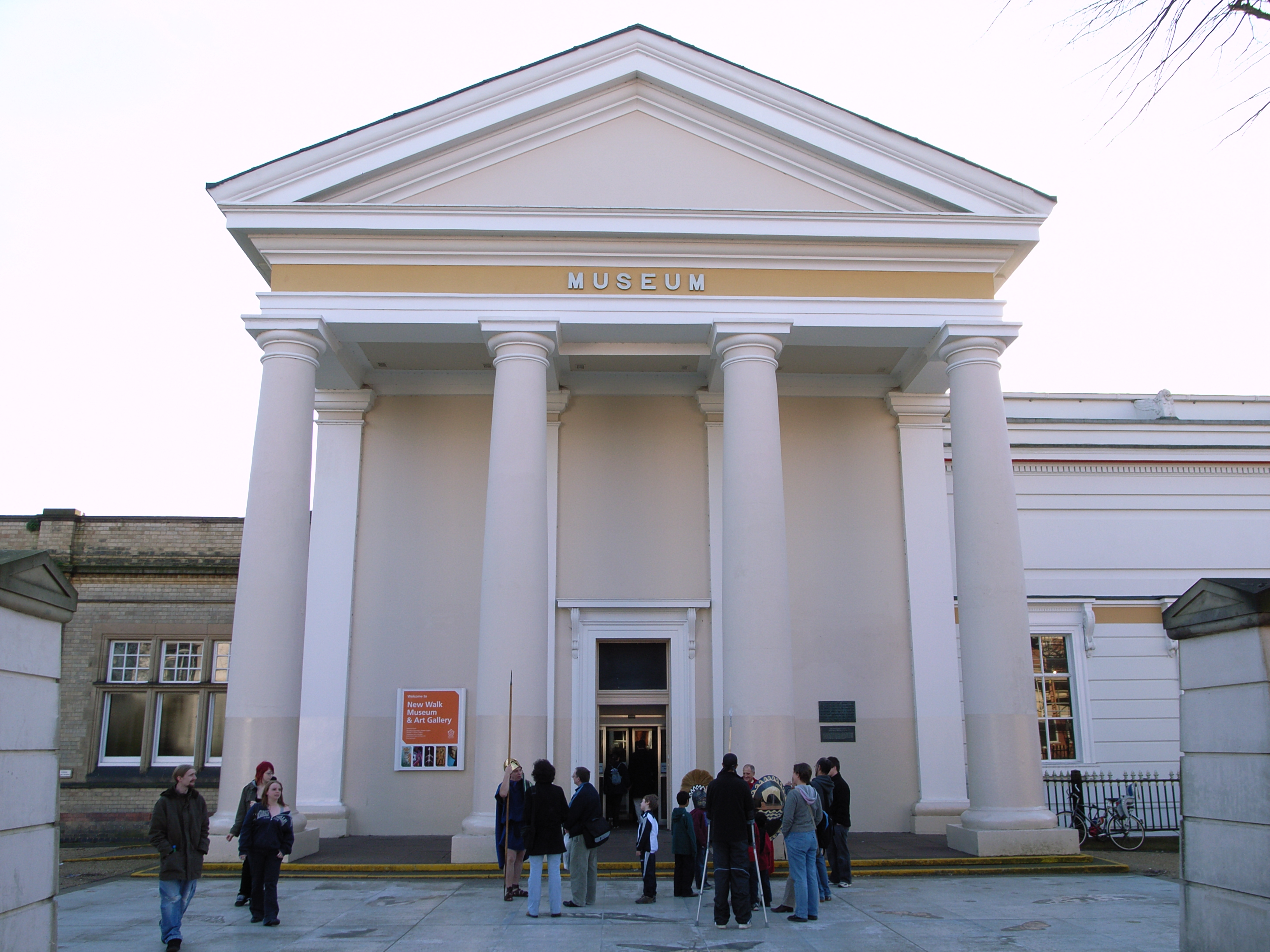
Galería y museo de arte en Leicester
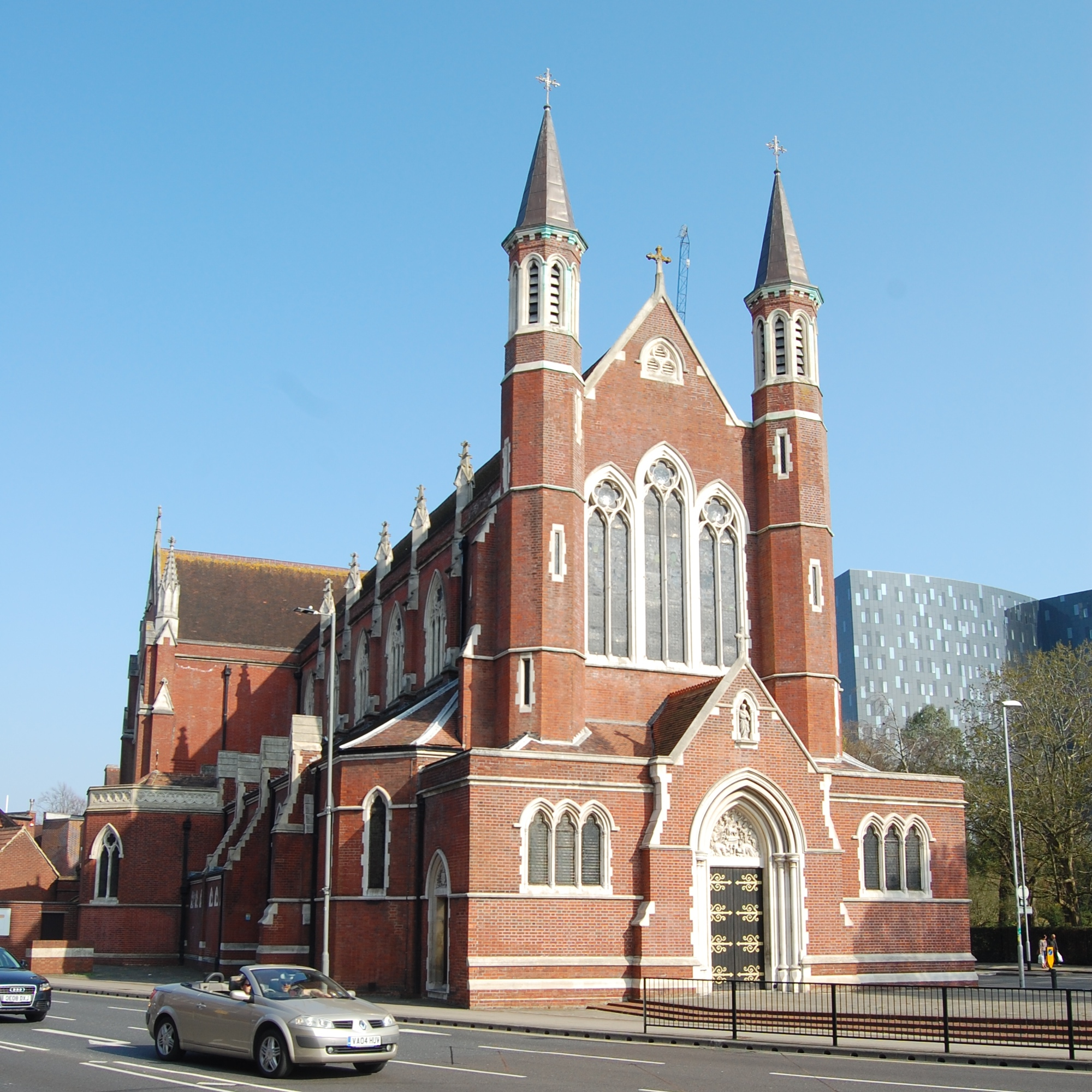
Catedral de San Juan Evangelista (Portsmouth)
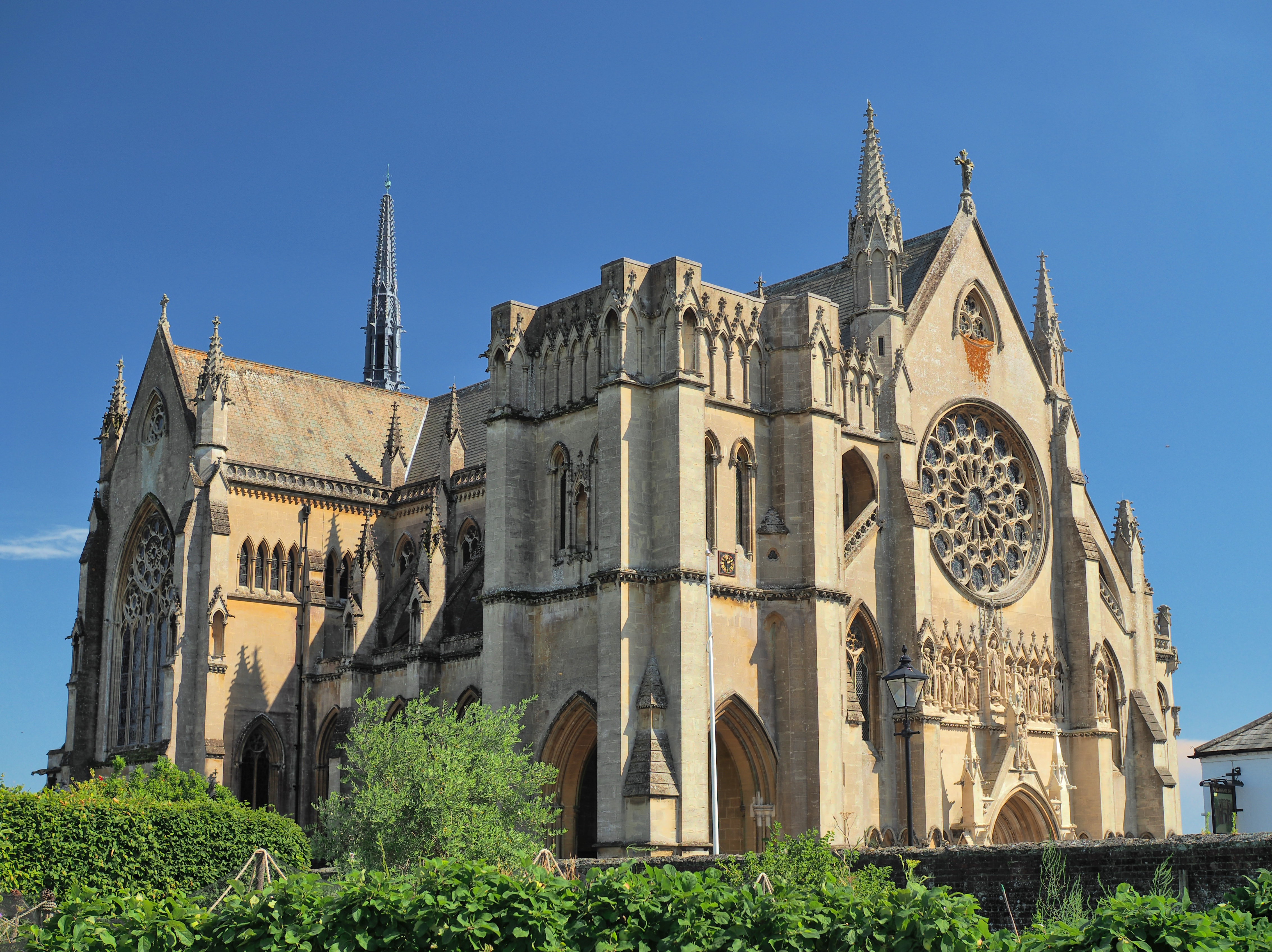
Catedral de Nuestra Señora y San Felipe Howard (Arundel)